# Ladislav Toporčák
Ladislav Toporčák (* 22. července 1951) je bývalý slovenský fotbalista, obránce.

## Fotbalová kariéra
V československé lize hrál za AC Nitra a Lokomotivu Košice. Nastoupil v 16 ligových utkáních.

## Ligová bilance
| Ročník                                     | Zápasy | Góly | Klub              |
| ------------------------------------------ | ------ | ---- | ----------------- |
| 1. československá fotbalová liga 1973/1974 | 6      | 0    | AC Nitra          |
| 1. československá fotbalová liga 1974/1975 | 5      | 0    | AC Nitra          |
| 1. československá fotbalová liga 1976/1977 | 5      | 0    | Lokomotiva Košice |
| CELKEM 1. liga                             | 16     | 0    |                   |